# Brachycerasphora convexa
Brachycerasphora convexa là một loài nhện trong họ Linyphiidae.
Loài này thuộc chi Brachycerasphora. Brachycerasphora convexa được Eugène Simon miêu tả năm 1884.